# Nissan Leopard
La Nissan Leopard è un'autovettura di gamma medio-alta prodotta dalla casa automobilistica giapponese Nissan Motor dal 1980 al 1999 in quattro generazioni. La Leopard fu inizialmente basata meccanicamente sulla Nissan Skyline e sulla Nissan Laurel, mentre successivamente venne basata sulla Nissan Cedric e sulla Nissan Gloria. 

## La prima serie (F30): 1980-1986

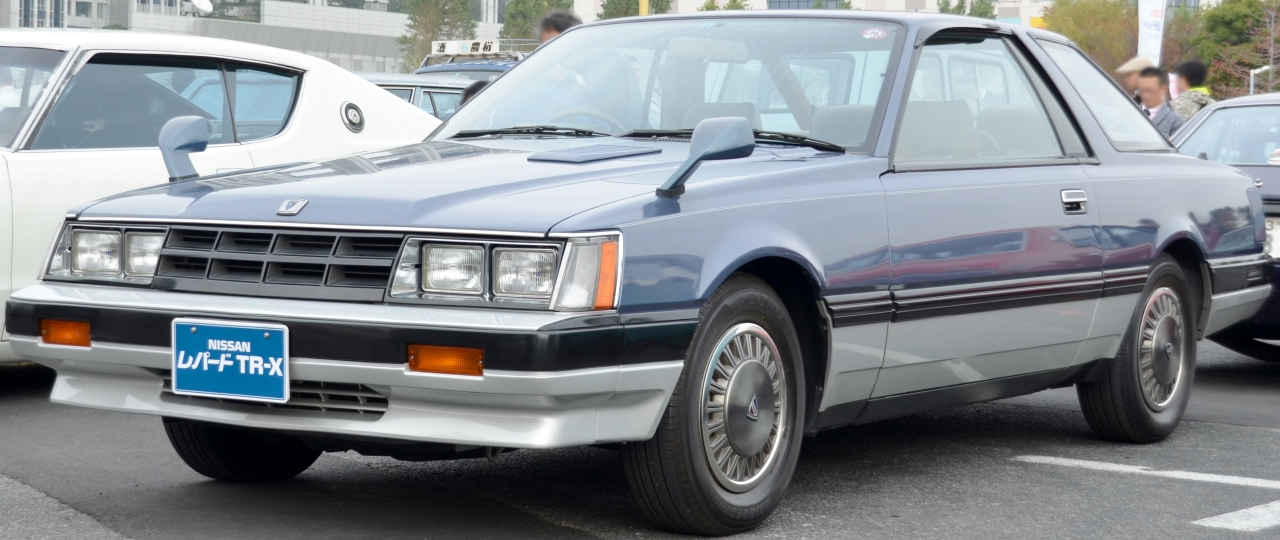
Una Nissan Leopard prima serie versione coupé

La prima serie di Leopard è stata lanciata sul mercato nel settembre 1980 per rafforzare l'offerta di fascia medio-alta della Nissan. il modello vantava alcune innovazioni, come l'indicatore del consumo di carburante nel quadro strumenti. Le linee della carrozzeria erano angolari. Nel settembre 1982 questa prima serie di Leopard subì un piccolo restyling. Il cambio era manuale a quattro o cinque rapporti oppure automatico a tre o quattro marce. Era trazione posteriore e motore anteriore. Era disponibile con carrozzeria berlina quattro porte e coupé due porte.
La motorizzazione offerta era composta da un propulsore a quattro cilindri in linea da 1,8 L di cilindrata e 105 CV di potenza, da un motore a sei cilindri in linea a iniezione da 2 L e 130 CV (disponibile anche in versione sovralimentata, che erogava 145 CV), un motore a sei cilindri in linea a iniezione da 2,8 L e 145 CV e un motore V6 sovralimentato da 3 L e 197 CV. 

## La seconda serie (F31): 1986-1992

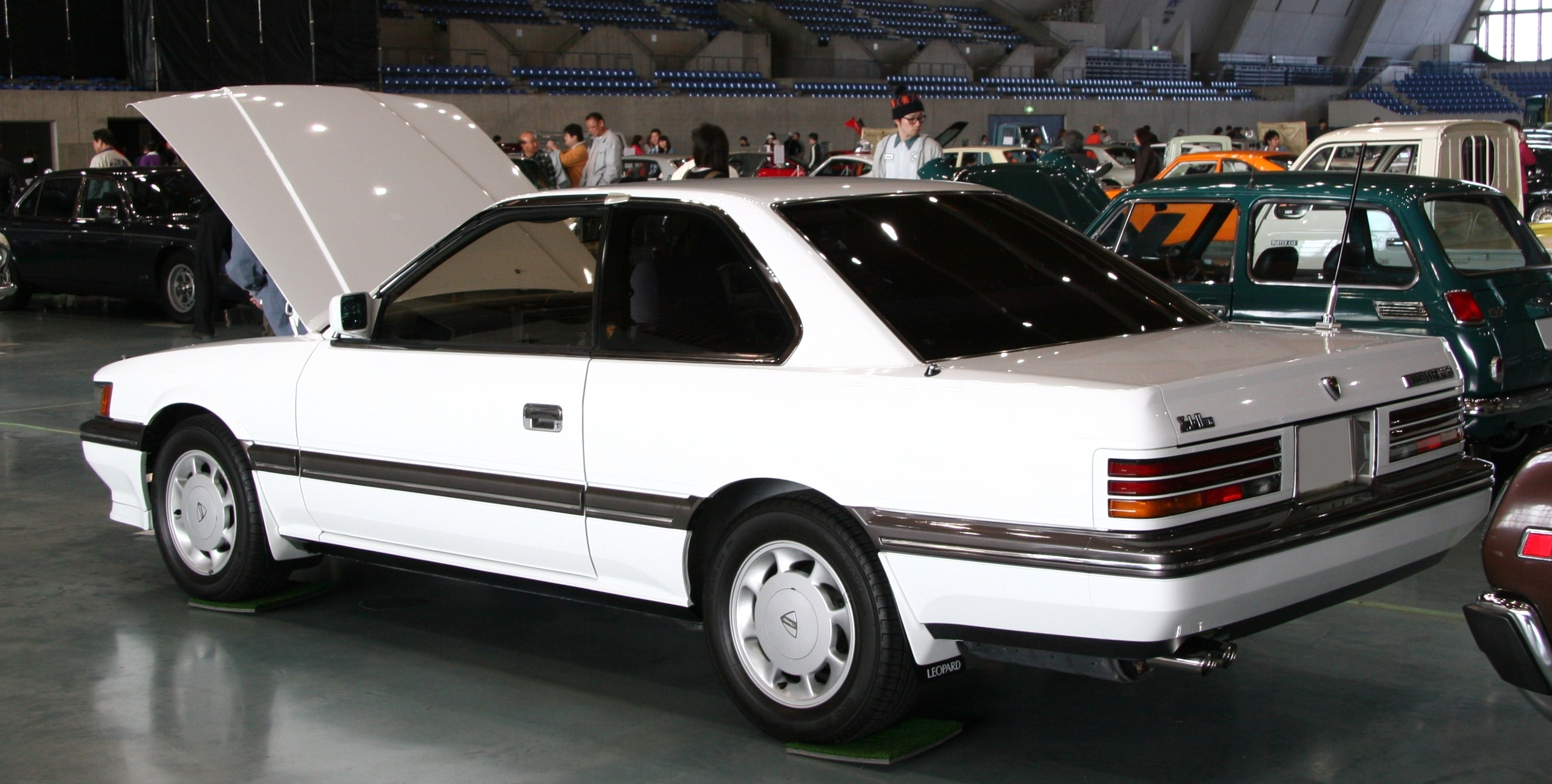
Il retro di una Nissan Leopard seconda serie versione coupé

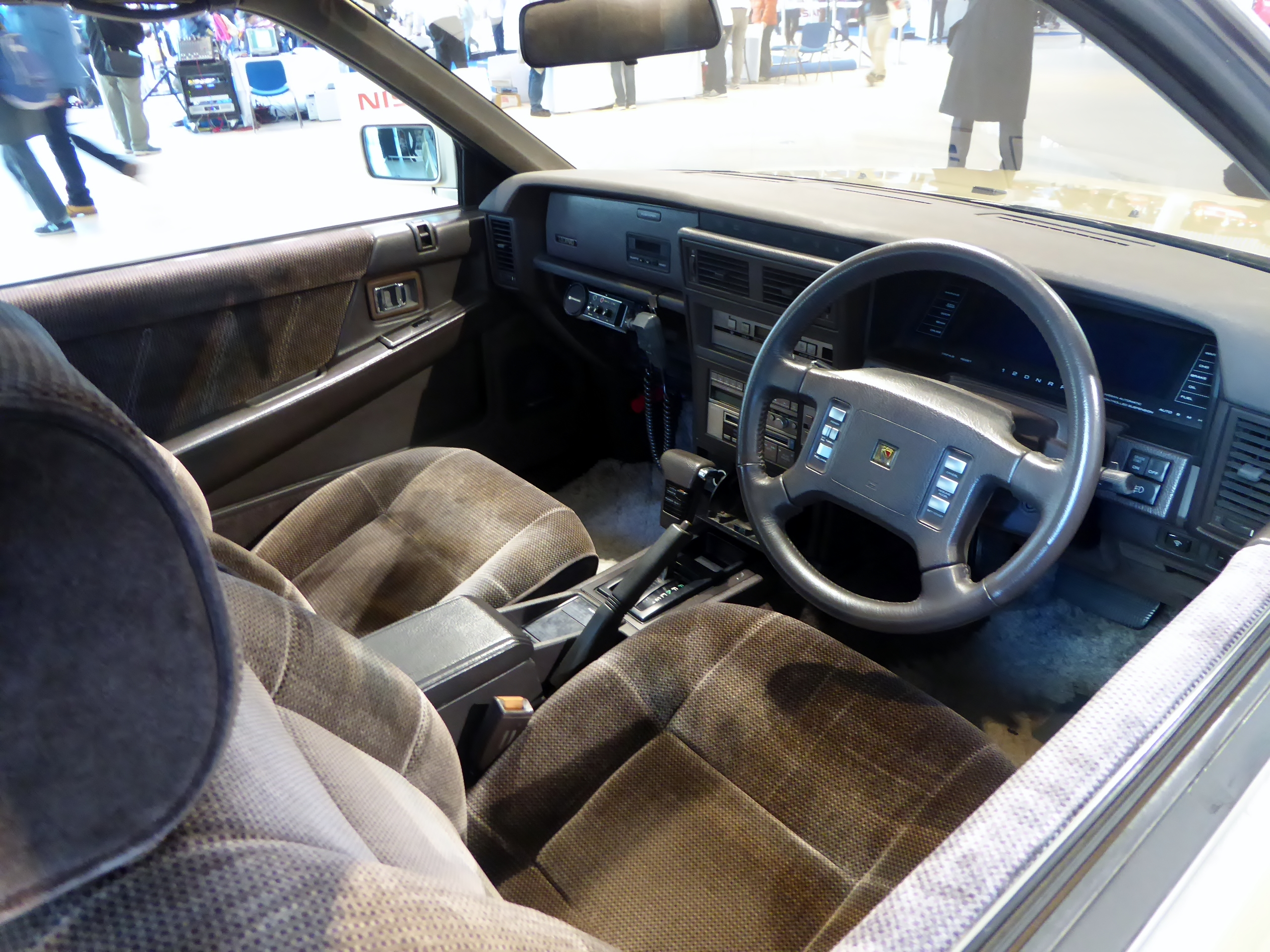
Gli interni di una Nissan Leopard seconda serie versione coupé

La seconda serie di Leopard è stata lanciata sul mercato nel febbraio 1986 esclusivamente in versione coupé due porte. Il modello è stato esportato negli Stati Uniti con il nome di Infiniti M30. Come la generazione precedente, in Giappone, la nuova serie di Leopard era in competizione principalmente con la Toyota Soarer. Il cambio era manuale a cinque rapporti oppure automatico a quattro marce. Era trazione posteriore e motore anteriore.
La motorizzazione offerta era composta da un propulsore V6 da 2 L di cilindrata e 113 CV di potenza (disponibile anche in versione sovralimentata, che erogava 170 CV), da un motore V6 sovralimentato con distribuzione a doppio albero a camme in testa da 2 L e 207 CV e un motore V6 con distribuzione a doppio albero a camme in testa da 3 L e 190 CV (disponibile anche in versione sovralimentata, che erogava 252 CV). 

## La terza serie (Y32): 1992-1996

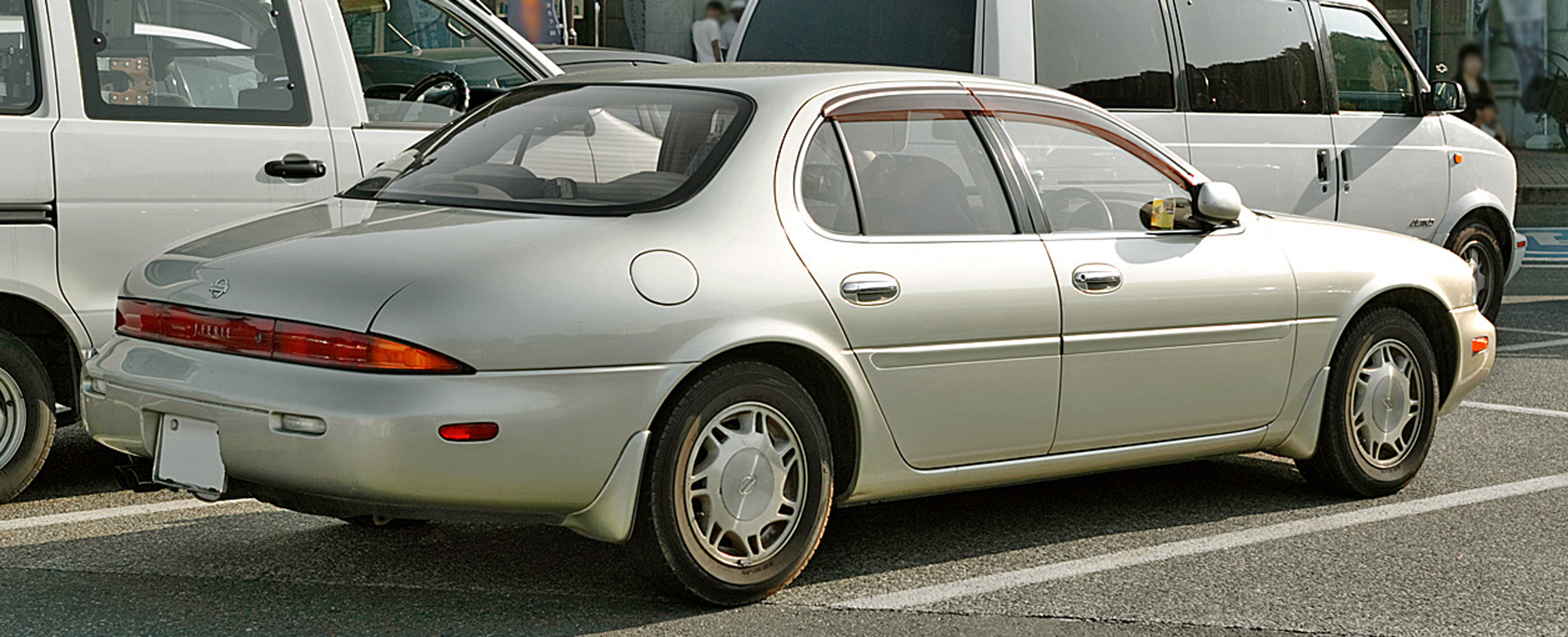
Il retro di una Nissan Leopard terza serie versione berlina

La terza serie della Leopard, soprannominata J.Ferie (da jour férié, che in francese significa "vacanza"), fu lanciata sui mercati nel giugno 1992 ed era la versione, per il mercato interno giapponese, della Infiniti J30. 
Disponibile solo in versione berlina due porte, presentava una carrozzeria dalle forme arrotondate ispirata ai modelli contemporanei come la Nissan Bluebird e la Nissan Altima. La terza serie della Leopard condivideva la piattaforma Y32 con i modelli contemporanei Nissan Cedric e Nissan Gloria.
La produzione della terza generazione della Leopard terminò nel giugno 1997.
Il cambio era automatico a quattro marce. Era trazione posteriore e motore anteriore. La motorizzazione offerta era composta da un propulsore V6 da 3 L di cilindrata e 190 CV di potenza e da un motore V8 da 4,1 L e 266 CV.

## La quarta serie (Y33): 1996-1999

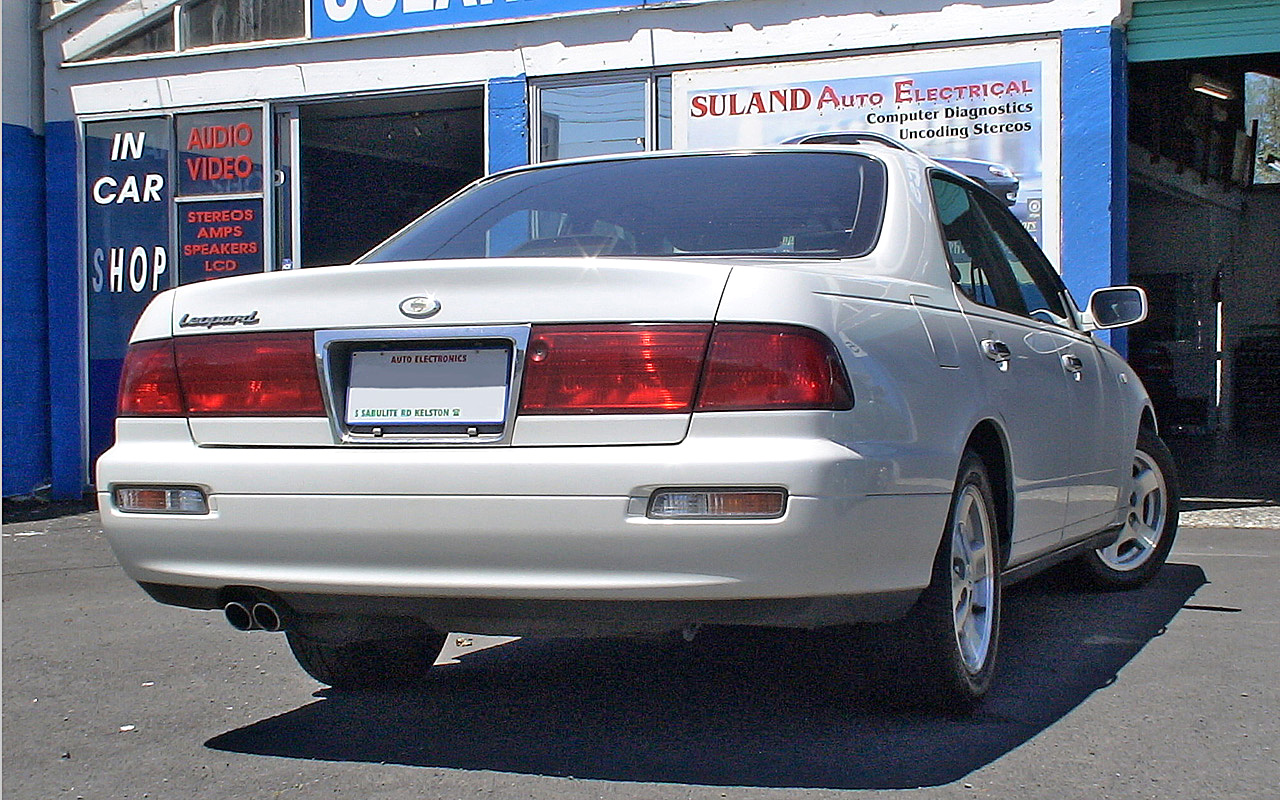
Il retro di una Nissan Leopard quarta serie versione berlina

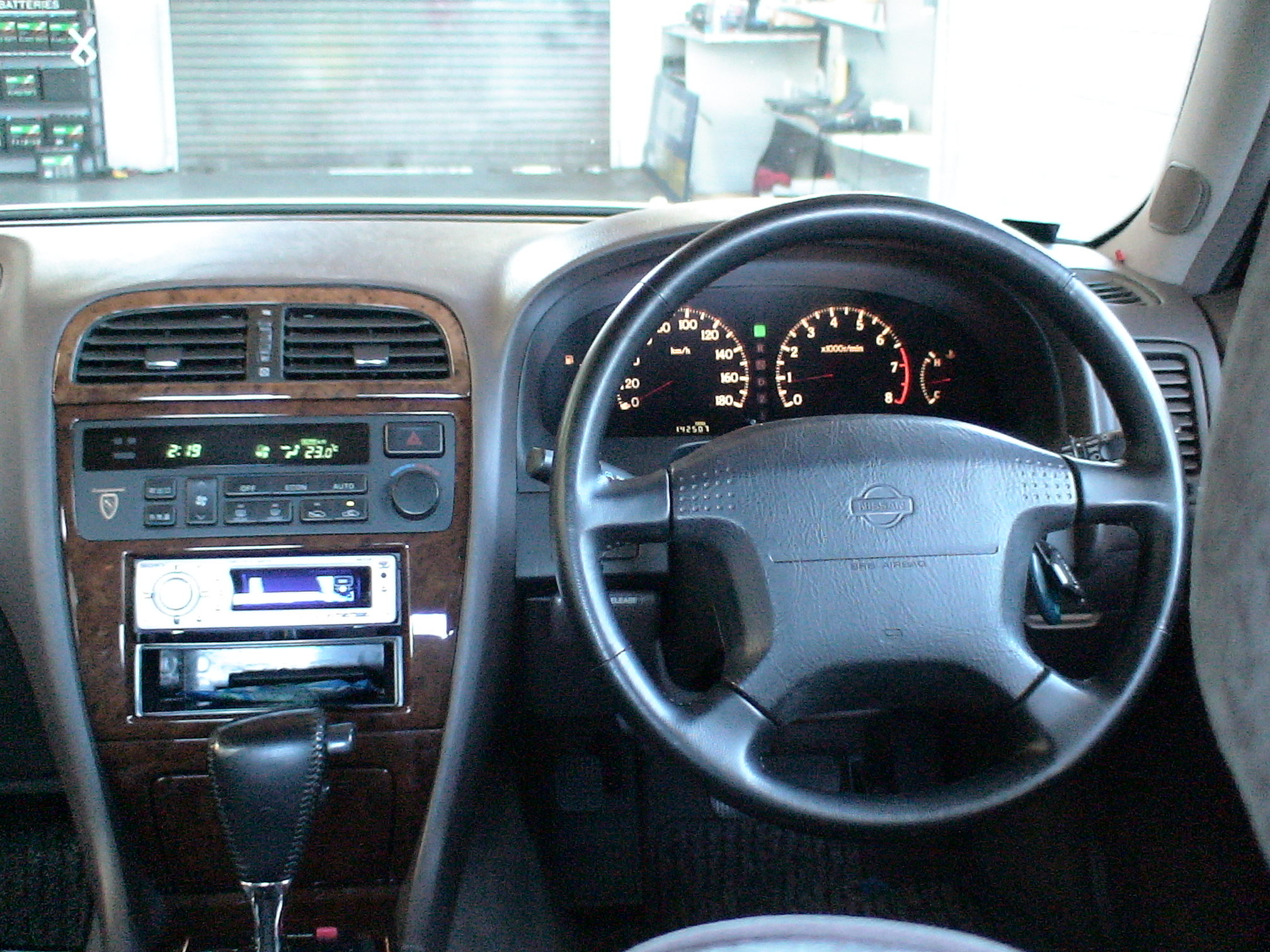
Gli interni di una Nissan Leopard quarta serie versione berlina

La quarta e ultima serie della Leopard fu lanciata sui mercati nel marzo 1996 ed era disponibile solo in versione berlina due porte. La quarta serie della Leopard condivideva la piattaforma Y32 con i modelli contemporanei Nissan Cima e Nissan Gloria. La produzione della Leopard terminò definitivamente nel giugno 1999. Il cambio era automatico a quattro marce. Era trazione posteriore o integrale, e con motore anteriore. Erano disponibili gli allestimenti (in ordine crescente di lussuosità) XJ, XR, XV e XV-G.
La motorizzazione offerta era composta da un propulsore V6 da 2 L di cilindrata e 148 CV di potenza, da un motore V6 con distribuzione a doppio albero a camme in testa da 2,5 L e 187 CV, da un motore in linea a sei cilindri con sovralimentazione da 2,5 L e 245 CV, da un motore V6 da 3 L e 153 CV, da un motore V6 con distribuzione a doppio albero a camme in testa da 3 L e 189 CV, da un motore V6 con distribuzione a doppio albero a camme in testa e iniezione da 3 L e 227 CV e da un motore V6 con distribuzione a doppio albero a camme in testa con sovralimentazione da 3 L e 266 CV.